# Kenji Ogiwara
Kenji Ogiwara (en japonés: 荻原健司, Ogiwara Kenji; Kusatsu, 20 de diciembre de 1969) es un político y deportista japonés que compitió en esquí en la modalidad de combinada nórdica, bicampeón olímpico y cuatro veces campeón mundial. Su hermano gemelo Tsugiharu compitió en el mismo deporte.

## Trayectoria
Participó en cuatro Juegos Olímpicos de Invierno, entre los años 1992 y 2002, obteniendo dos medallas de oro en la prueba por equipo, en Albertville 1992 (junto con Reiichi Mikata y Takanori Kono) y en Lillehammer 1994 (con Masashi Abe y Takanori Kono).
Ganó cinco medallas en el Campeonato Mundial de Esquí Nórdico entre los años 1993 y 1999.
En 1995 fue condecorado con la Medalla Holmenkollen. Estudió Ciencias del Deporte en la Universidad de Waseda.
Se retiró de la competición después de los Juegos de Salt Lake City 2002. Posteriormente, inició su carrera política: entre 2004 y 2010 fue senador en la Cámara de Consejeros por el Partido Liberal Democrático. Entre 2007 y 2008 fue viceministro de Economía en el primer Gobierno de Shinzo Abe. En 2021 fue elegido alcalde de la ciudad de Nagano.

## Palmarés internacional
| Juegos Olímpicos   | Juegos Olímpicos      | Juegos Olímpicos  | Juegos Olímpicos          |
| Año                | Lugar                 | Medalla           | Prueba                    |
| ------------------ | --------------------- | ----------------- | ------------------------- |
| 1992               | Albertville (Francia) | Medalla de oro    | TN + 3 × 10 km por equipo |
| 1994               | Lillehammer (Noruega) | Medalla de oro    | TN + 3 × 10 km por equipo |
| Campeonato Mundial |                       |                   |                           |
| Año                | Lugar                 | Medalla           | Prueba                    |
| 1993               | Falun (Suecia)        | Medalla de oro    | TN + 15 km individual     |
| 1993               | Falun (Suecia)        | Medalla de oro    | TN + 3 × 10 km por equipo |
| 1995               | Thunder Bay (Canadá)  | Medalla de oro    | TN + 4 × 5 km por equipo  |
| 1997               | Trondheim (Noruega)   | Medalla de oro    | TG + 7,5 km individual    |
| 1999               | Ramsau (Austria)      | Medalla de bronce | TG + 7,5 km individual    |